# Хигасиидзумо
Хигасиидзумо (яп. 東出雲町 Хигасиидзумо-тё:) — бывший посёлок в Японии, находившийся в уезде Яцука префектуры Симане. 1 августа 2011 года вошёл в состав города Мацуэ.

## Географическое положение
Посёлок был расположен на острове Хонсю в префектуре Симане региона Тюгоку. С ним граничили города Мацуэ и Ясуги. Площадь составляла 42,64 км².

## Население
Население посёлка составляло 14 373 человека (1 июля 2011), а плотность — 337,08 чел./км². Изменение численности населения с 1980 по 2005 годы:
| 1980 | 10 889 чел. |  |
| 1985 | 11 507 чел. |  |
| 1990 | 11 448 чел. |  |
| 1995 | 11 365 чел. |  |
| 2000 | 12 275 чел. |  |
| 2005 | 14 193 чел. |  |

## Символика
Деревом посёлка считалась хурма, цветком — рододендрон.